# الصخامه
الصخامه  یک روستا در قطر است که در الضعاین واقع شده‌است.
 الصخامه ۷٫۲ کیلومتر مربع مساحت دارد.